# ساموئل پرسکات بوش
ساموئل پرسکات بوش (انگلیسی: Samuel P. Bush; ۴ اکتبر ۱۸۶۳ – ۸ فوریهٔ ۱۹۴۸) مدیر اجرایی، صنعت‌گر و کارآفرین اهل ایالات متحده آمریکا و بزرگ خانواده بوش بود. او پدر سناتور آمریکایی پرسکات بوش، پدربزرگ جرج اچ. دابلیو. بوش؛ رئیس‌جمهور سابق ایالات متحده و جد پدری جرج دابلیو. بوش؛ رئیس‌جمهور سابق و جب بوش، فرماندار سابق فلوریدا بود.
وی در اورنج شرقی، نیوجرسی زاده شد و پس از فارغ‌التحصیلی از مؤسسه فناوری استیونز، خود را به‌عنوان یکی از صنعت‌گران برجسته دوران خود تثبیت کرد. بوش در دهه ۱۹۳۰ از اعضای هیئت مدیره بانک فدرال رزرو کلیولند و هانتینگتون بانکشیرز بود.